# Фёдоров, Святослав Николаевич
Святосла́в Никола́евич Фёдоров (8 августа 1927, Проскуров — 2 июня 2000, Москва) — советский и российский офтальмолог, глазной микрохирург, один из участников внедрения радиальной кератотомии, профессор. Академик РАМН, член-корреспондент РАН (1991, член-корреспондент АН СССР с 1987). Герой Социалистического Труда (1987). Заслуженный изобретатель СССР (1983).

## Биография

### Происхождение
Святослав Николаевич Фёдоров родился 8 августа 1927 года в городе Проскуров (ныне Хмельницкий).
Отец — Николай Фёдорович Фёдоров (1896 — 24 июня 1971) — красный командир, герой Гражданской войны, начинал кузнецом на Путиловском заводе, затем участвовал в Первой мировой и Гражданской войнах; в 1935 с отличием окончил Военную академию имени М. В. Фрунзе и тогда же назначен командиром 28-й кавалерийской дивизии; кавалер ордена Красной Звезды (1936), член ВКП (б) (с 1920). Н. Ф. Фёдоров был арестован в 1938 году, Военной коллегией Верховного суда СССР 21 июня 1939 года приговорён к 15 годам заключения в ИТЛ (участие в военном заговоре), срок отбывал на Колыме. Освобождён в 1953 году.
Мать — Александра Даниловна, по национальности наполовину белоруска, наполовину полька.
После ареста отца семья переехала в Новочеркасск. В октябре 1941 года была объявлена срочная эвакуация, и Александра Даниловна с сыном выехали в Ереван. В 1944 году Фёдоров поступил в артиллерийскую спецшколу, но вскоре его перевели в спецшколу ВВС в Ростове-на-Дону. Проучиться довелось лишь около года. В марте 1945 года Фёдоров спешил на праздничный вечер в училище и, неудачно запрыгнув на трамвай, раздробил пяточную кость. Врачи решили отнять левую ступню и часть голени.
В 1945 году поступил на лечебный факультет Ростовского-на-Дону медицинского института, который окончил в 1952 году.

### Профессиональная деятельность
В 1952—1955 годах жил в Лысьве Молотовской области, работая хирургом в местной больнице.
В 1958 году в Ростовском-на-Дону медицинском институте защитил диссертацию на соискание учёной степени кандидата медицинских наук по теме «Сосок зрительного нерва и слепое пятно при заболеваниях центральной нервной системы».
После защиты диссертации приехал в Чебоксары заведовать клиническим отделением Чебоксарского филиала Государственного института глазных болезней им. Гельмгольца. Заинтересовался научной проблемой имплантации искусственных хрусталиков. Читал лекции в Чувашском государственном педагогическом университете имени И. Я. Яковлева. Первые в СССР искусственные хрусталики, изготовленные по заказу Святослава Фёдорова передовиком производства Семёном Мильманом из пластмассы, в 1959 году на кухне служебной квартиры офтальмолога, были имплантированы кроликам. В 1960 году, продолжая работать в Чебоксарах, впервые в СССР провёл успешную операцию по имплантации искусственного хрусталика. Эксперимент получил широкую огласку, и Фёдоров был снят с должности. Благодаря вмешательству журналиста Анатолия Аграновского врача восстановили.
В 1961—1967 годах заведовал кафедрой глазных болезней Архангельского государственного медицинского института. Затем был переведён в Москву, где руководил кафедрой глазных болезней и проблемной лабораторией по имплантации искусственного хрусталика Московского медицинского стоматологического института. В том же году Фёдоров стал имплантировать искусственную роговицу.
В 1962 году совместно с офтальмохирургом Валерием Захаровым (род. 1 ноября 1935) разработал искусственный хрусталик, который в дальнейшем получил название Т-03 и изготавливался в экспериментально-техническом подразделении МНТК «Микрохирургия глаза».
В 1967 году в Казанском государственном медицинском институте им. С. В. Курашова защитил диссертацию на соискание учёной степени доктора медицинских наук по теме «Коррекция односторонней афакии интраокулярными линзами».
Летом 1967 года на 43 км Ленинградского шоссе попал в автокатастрофу. После лобового столкновения с грузовиком ЗИЛ один из двух спутников погиб. В 1971 году произошла вторая авария — встречное столкновение с «Волгой», через пять дней после которого Фёдоров уже смог выйти на работу.
В 1973 году произвёл разработку и первым в мире провёл операцию по лечению глаукомы на ранних стадиях. Его метод глубокой склерэктомии нашёл признание на международном уровне и стал применяться для лечения глаукомы во всём мире.
В 1974 году лаборатория была выделена из института и стала Московской научно-исследовательской лабораторией экспериментальной и клинической хирургии глаза (МНИЛЭКХГ); в 1979 году на её основе был организован Московский научно-исследовательский институт микрохирургии глаза (МНИИ МГ), который возглавил Фёдоров. В 1986 году МНИИ МГ был реорганизован в Межотраслевой научно-технический комплекс «Микрохирургия глаза»:

Права МНТК для того времени были беспрецедентными. Он имел валютный счёт, мог обслуживать зарубежных клиентов, самостоятельно устанавливать численность сотрудников и размеры их зарплаты, а также заниматься хозяйственной деятельностью вне медицины (например, сельским хозяйством). Фёдоров активно вёл строительство филиалов по всей стране — их было открыто 11 — и за рубежом (в Италии, Польше, Германии, Испании, Йемене, ОАЭ). Офтальмологическая клиника впервые в мире была оборудована на морском судне «Пётр Первый», плавающем по Средиземному морю и Индийскому океану.

В декабре 1987 года был избран членом-корреспондентом Академии наук СССР по отделению физиологии; в 1991 году — членом-корреспондентом РАН.

… Наёмный труд должен быть запрещён повсеместно. Но существующие в нашем государстве тарифные ставки не отражают ни качества конкретного труда, ни его количества. Никто … не видит обратной связи между своим трудом и реализованным конечным продуктом.

В апреле 1995 года был избран действительным членом Российской академии медицинских наук.

### Политическая деятельность
В 1989—1991 годах был народным депутатом СССР. Активно занимался политической агитацией. Являлся членом редакционной коллегии журнала «Огонёк». В январе 1995 года создал и возглавил Партию самоуправления трудящихся (ПСТ), стоявшую на социал-демократических позициях.
В декабре 1995 года возглавил партийный список на выборах в Государственную Думу, но не прошёл (партия набрала менее 5 % голосов), однако был избран по Чебоксарскому одномандатному округу с 32 % голосов. Во время депутатского срока входил во фракцию «Народовластие».
В 1996 году выдвигал свою кандидатуру на выборах президента России, набрал 0,92 % голосов, заняв шестое место (лучший результат был в Чувашии — 3,24 %).
В 1999 году возглавлял «Блок генерала А. Николаева, академика С. Фёдорова» на выборах в Государственную думу, блок набрал 0,56 %.

### Гибель

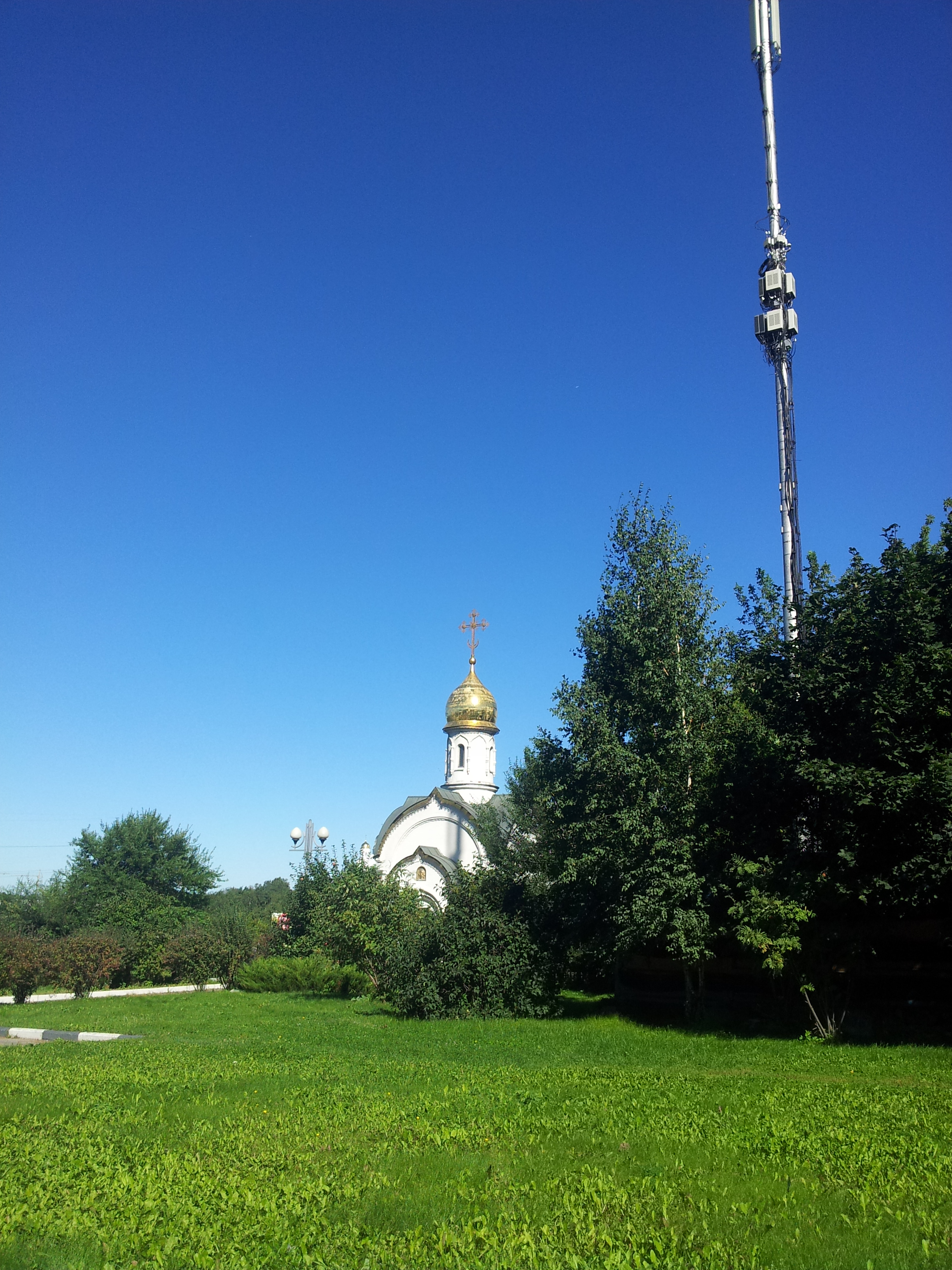
ул. Саломеи Нерис, 14

2 июня 2000 года погиб в авиакатастрофе: принадлежавший клинике вертолёт «Еврокоптер Газель», на котором Фёдоров возвращался с конференции из Тамбова, рухнул на пустырь в районе Братцева, близ МКАД. На борту находились четыре человека: сам Фёдоров и его пилот Анатолий Лобов — в передних креслах; сзади — выполнявший функции штурмана Анвер Хусаинов и инженер МНТК «Микрохирургия глаза» Александр Спиридонов. Все четверо погибли. По заключению МАК, причиной авиакатастрофы явилась техническая неисправность вертолёта.
Похоронен на сельском кладбище деревни Рождественно Мытищинского района. На месте гибели Фёдорова на улице Саломеи Нерис выстроена часовня.

## Личная жизнь
- Первая жена — Лилия Фёдоровна. В браке родилась дочь Ирина, ставшая офтальмологом; работала в МНТК.
- Вторая жена — Елена Леоновна. В браке родилась дочь Ольга, ставшая офтальмологом; работала в МНТК.
- Третья жена — Ирэн Ефимовна Кожухова (1942 — 5 августа 2020). По профессии акушер-гинеколог. От прежнего брака у неё было две дочери — Элина и Юлия. Познакомилась с Федоровым в марте 1974 года. После его смерти 20 лет возглавляла «Фонд содействия развитию передовых медицинских технологий имени Святослава Фёдорова»[15][16][17].

## Награды и звания
- Герой Социалистического Труда (Указ Президиума Верховного Совета СССР от 7 августа 1987 года, Орден Ленина и Медаль «Серп и Молот») — за большие заслуги в развитии советской науки, подготовке научных кадров и в связи с шестидесятилетием со дня рождения[18]
- Орден Дружбы (15 сентября 1997 года) — за большой вклад в укрепление экономики, развитие социальной сферы и в связи с 850-летием основания Москвы[19]
- Орден Октябрьской Революции (26 июня 1981 года) — за достигнутые успехи в выполнении заданий десятой пятилетки по развитию народного здравоохранения и медицинской науки[20]
- Орден Трудового Красного Знамени (20 июля 1971 года) — за большее успехи в выполнении заданий пятилетнего плана и повышение эффективности производства в промышленности, строительстве и на транспорте и высокие достижения в области науки, искусства, медицины, бытового обслуживания[21]
- Орден «Знак Почёта» (2 декабря 1966 года) — за большие заслуги в области охраны здоровья советского народа, развитие медицинской науки и медицинской промышленности[22]
- Медаль Памяти 13 января (11 января 1994 года, Литва)[23]
- Большая золотая медаль имени М. В. Ломоносова АН СССР (1986)

Звания
- Профессор
- Почётное звание «Заслуженный изобретатель СССР» (24 июня 1983 года) — за успехи, достигнутые в разработке и внедрении изобретений, открывших новые направления в развитии техники и технологии и имеющих особо важное народнохозяйственное значение[24]
- Академик РАЕН[25].

Премии
- Государственная премия Российской Федерации
- Премия Правительства Российской Федерации 1998 года в области науки и техники (17 марта 1999 года) — за создание перфторуглеродных сред для управления жизнедеятельностью клеток, органов и организма[26]
- Премия имени М. И. Авербаха АМН СССР
- Премия имени В. П. Филатова АМН
- Премия Палеолога (США) и Перикла (Италия)

## Память
В честь С. Н. Фёдорова названы:
- межотраслевой научно-технический комплекс «Микрохирургия глаза» академика С. Н. Фёдорова
- многопрофильный медицинский центр имени С. Н. Фёдорова в Москве
- парк имени Святослава Фёдорова в Москве
- Фёдоровский сквер в Санкт-Петербурге

Памятники С. Н. Фёдорову
- православная часовня в честь иконы Божией Матери Феодоровской, открыта 2 июня 2001 года в Москве на месте трагической гибели академика С. Н. Фёдорова
- памятник в Москве в парке имени Святослава Фёдорова
- бюсты перед филиалами МНТК «Микрохирургия глаза» в городах: Волгоград, Иркутск, Калуга, Краснодар, Новосибирск, Оренбург, Санкт-Петербург, Тамбов, Хабаровск и Чебоксары

Улицы имени Святослава Фёдорова
- в Калуге
- в Москве
- в Пыть-Яхе
- в Чебоксарах
- в Советском районе Ростова-на-Дону (с 2008 года)

Прочее
- В 1993 году в честь Фёдорова был назван астероид (4371) Фёдоров, открытый 10 апреля 1983 года советским астрономом Л. И. Черных[27]

Мемориальная доска в Ростове-на-Дону.
Мемориальная доска в Чебоксарах.
Памятник на территории МНТК «Микрохирургия глаза» в Хабаровске.

## Основные работы

### Научные издания
- Фёдоров С. Н. Имплантация искусственного хрусталика. — М.: Медицина, 1977. — 207 с.
- Фёдоров С. Н., Мороз З. И., Зуев В. К. Кератопротезирование. — М.: Медицина, 1982. — 143 с.
- Фёдоров С. Н., Егорова Э. В. Хирургическое лечение травматических катаракт с интраокулярной коррекцией. — М.: Медицина, 1985. — 328 с.
- Федоров С. Н., Егорова Э. В. Ошибки и осложнения при имплантации искусственного хрусталика. — М.: Изд-во МНТК «МГ», 1992. — 243 с.
- Fyodorov S. N., Egorova E. V. Intraocular lens implantation. Errors and complications. Transl. by N. A. Lyubimov. — M.: MNTK «Mikrohirurgiya glaza», 1992. — 168 p.
- Федоров С. Н., Кишкина В. Я., Семенов А. Д. Флюоресцентная ангиография глаза и ее роль в офтальмохирургии. — М.: Изд-во МНТК «МГ», 1993. — 303 с.
- Fyodorov S. N., Kishkina V. Ya., Semenov A. D. Fluorescein angiography of the eye. Applications in ophthalmosurgery. Transl. by E. Koltsova. — M.: «Mir Publishers»; Boca Raton: «CRC Press», 1992. — 294 p. — ISBN 0849371295.
- Фёдоров С. Н., Ярцева Н. С., Исманкулов А. О. Глазные болезни. — М.: «Федоров», 2000. — 385 с. — ISBN 5-88279-013-1.
- Фёдоров С. Н., Ярцева Н. С., Исманкулов А. О. Глазные болезни. Учебник для студентов медицинских вузов. — 2-е изд., перераб. и доп.. — М.: [Б. и.], 2005. — 431 с. — ISBN 5-94289-017-X.

### Публицистические и популярные издания
- Фёдоров С. Н. Глаза в глаза. Лит. запись Е. М. Альбац. — М.: «Советская Россия», 1984. — 80 с.
- «В третье тысячелетие — без очков»:

- Fedorov S. N. Meet the third millennium without spectacles. An eye surgery conveyor. Minimum risk and optimum efficiency. — M.: «Novosti» press agency publ. house, 1987. — 32 p.
- Fedorov S. N. 21. Jahrhundert. Brille nicht mehr nötig. Auf dem ophthalmologischen Fließband. Minimales Risiko und höchste Wirksamkeit. — M.: Verl. der Presseagentur «Nowosti», 1987. — 32 S.
- Fedorov S. N. Finies les lunettes en l’an 2000. L’ophtalmologie à la chaîne. Le minimum de risque pour le maximum d’efficacité. — M.: Ed. de l’Agence de presse «Novosti», 1987. — 32 p.
- Fedorov S. N. Un futuro sin anteojos. La cadena oftalmológica. El mínimo de riesgo con el máximo de eficacia. — M.: Ed. de la Agencia de prensa «Nóvosti», 1987. — 32 p.

- Фёдоров С. Н. Поле зрения. Лит. запись М. Куштапина. — М.: «Книга», 1990. — 144 с. — ISBN 5-212-00371-9.
- Святослав Федоров. Отражение. Своими словами. Фотоальбом. Лит. запись В. Затевахина. — М.: «Планета», 1990. — 207 с. — ISBN 5-85250-258-8.
- Федоров С. Н. От экономических рабов — к обществу богатых. — [Б. м.]: [Б. и.], [Б. г.]. — 7 с.
- Новый российский путь. Предвыборная платформа кандидата на должность Президента Российской Федерации Федорова Святослава Николаевича. Под ред. Б. Ф. Славина. — М.: [Б. и.], 1996. — 11 с.
- Судьба России в наших руках. Сб. ст. Сост. Б. Ф. Славин. — М.: «Федоров», 1997. — 480 с.

Контрафактные издания
- [Фёдоров С. Н.] Хорошее зрение в любом возрасте. Домашняя энциклопедия. — С.-Пб.: «Вектор», 2006. — 221 с. — ISBN 5-9684-0353-5.
- [Фёдоров С. Н.] Все о хорошем зрении. Лучшие методы восстановления и улучшения. — С.-Пб.: «Вектор», 2010. — 221 с. — ISBN 978-5-9684-1433-5.
- [Фёдоров С. Н.] Катаракта. Лечение и профилактика. Лучшие методы. — С.-Пб.: «Вектор», 2010. — 124 с. — ISBN 978-5-9684-1535-6.
- [Фёдоров С. Н.] Лечебные диеты для хорошего зрения. 200 рецептов для вашего здоровья. — С.-Пб.: «Вектор», 2010. — 127 с. — ISBN 978-5-9684-1636-0.

### Редакторская работа
- Восстановительная хирургия и аллопластика в офтальмологии. Сб. науч. раб. Отв. ред. С. Н. Федоров. — М.: Изд-во ММСИ, 1973. — 177 с.
- Экспериментальная и клиническая офтальмохирургия. Интраокулярная коррекция афакии. Сб. науч. тр. Гл. ред. С. Н. Федоров. — М.: Изд-во МНИЛЭКХГ, 1979. — 180 с.
- Хирургия аномалий рефракции глаза. Сб. науч. тр. Гл. ред. С. Н. Федоров. — М.: Изд-во МНИИ МГ, 1981. — 135 с.
- Вопросы патогенеза и лечения глаукомы. Сб. науч. тр. Отв. ред. С. Н. Федоров. — М.: Изд-во МНИИ МГ, 1982. — 131 с.
- Трансцилиарная хирургия хрусталика и стекловидного тела. Сб. науч. ст. Отв. ред. С. Н. Федоров. — М.: Изд-во МНИИ МГ, 1982. — 255 с.
- Математическое моделирование в офтальмологии. Сб. науч. ст. Гл. ред. С. Н. Федоров. — М.: Изд-во МНИИ МГ, 1983. — 142 с.
- Лазерные методы лечения и ангиографические исследования в офтальмологии. Сб. науч. тр. Под ред. С. Н. Федорова, А. Д. Семенова. — М.: Изд-во МНИИ МГ, 1984. — 284 с.
- Хирургические методы лечения близорукости. Сб. науч. ст. Под ред. С. Н. Федорова. — М.: Изд-во МНИИ МГ, 1986. — 149 с.
- Актуальные проблемы хирургии хрусталика, стекловидного тела и сетчатки. Сб. науч. тр. Под ред. С. Н. Федорова. — М.: Изд-во МНИИ МГ, 1987. — 155 с.
- Обезболивание в офтальмохирургии. Сб. науч. тр. Под ред. С. Н. Федорова. — М.: Изд-во МНИИ МГ, 1987. — 159 с.
- Хирургия роговой оболочки. Сб. науч. тр. Под ред. С. Н. Федорова. — М.: Изд-во МНИИ МГ, 1987. — 130 с.
- Экспериментальные исследования в офтальмологии. Сб. науч. тр. Под ред. С. Н. Федорова. — М.: Изд-во МНИИ МГ, 1987. — 159 с.
- Microsurgery of the eye. Main aspects. Ed. S. N. Fyodorov. Transl. by A. Shelepin. — M.: «Mir Publishers», 1987. — 280 p.
- Материалы Международного симпозиума по имплантации интраокулярных линз и рефракционной хирургии. Ред. С. Н. Федоров. — М.: Изд-во МНТК «МГ», 1987. — 337 с.
- Хирургические методы лечения дальнозоркости и близорукости. Сб. науч. тр. Под ред. С. Н. Федорова. — М.: Изд-во МНТК «МГ», 1988. — 159 с.
- Современная технология хирургии хрусталика и интраокулярной коррекции. Сб. науч. тр. Под ред. С. Н. Федорова. — М.: Изд-во МНТК «МГ», 1988. — 212 с.
- Актуальные проблемы хирургического лечения глаукомы. Сб. науч. ст. Под ред. С. Н. Федорова. — М.: Изд-во МНТК «МГ», 1989. — 190 с.
- Лазерные методы лечения заболеваний глаз. Сб. науч. тр. Под ред. С. Н. Федорова. — М.: Изд-во МНТК «МГ», 1990. — 116 с.
- Актуальные вопросы детской офтальмологии. Сб. науч. ст. Под ред. С. Н. Федорова. — М.: Изд-во МНТК «МГ», 1990. — 191 с.
- Актуальные проблемы современной офтальмологии. Тезисы докладов (Рос. конф. офтальмологов, посвящ. 75-летию Смол. гос. мед. акад. и каф. глазных болезней, Смоленск, 1-2 июня 1995). Под ред. С. Н. Федорова. — Смоленск: Изд-во СГМА, 1995. — 323 с. — ISBN 5-87349-083-X.
- Перспективные направления в хирургическом лечении глаукомы. Сб. науч. ст. Под ред. С. Н. Федорова. — М.: Изд-во МНТК «МГ», 1997. — 135 с.

### Методические пособия и рекомендации
- Атлас оптико-реконструктивной хирургии глаза. Под ред. С. Н. Федорова. — М.: Изд-во ММСИ, 1978. — 53 с.
- Болезнь трансплантата роговицы и методы борьбы. Сост. С. Н. Федоров и др. — М.: Изд-во МНИЛЭКХГ, 1980. — 11 с.
- Использование антиоксидантов и дезинтоксикационных растворов в комплексе реанимационной терапии химических ожогов глаз III—IV степени. Сост. С. Н. Федоров. — М.: Изд-во МНИЛЭКХГ, 1980. — 12 с.
- Синдромы и симптомы с одновременным поражением глаз, полости рта и зубочелюстной системы. Сост. С. Н. Федоровым и Н. С. Ярцевой. — М.: Изд-во ММСИ, 1980. — 51 с.
- Методические рекомендации по преподаванию офтальмологии на стоматологическом факультете. Сост. С. Н. Федоровым и Н. С. Ярцевой. — М.: Изд-во ММСИ, 1981. — 66 с.
- Микрохирургическая реконструкция передней камеры и переднего отрезка глаза на основе сквозной субтотальной кератопластики. Сост. С. Н. Федоров и В. Г. Копаева. — М.: Изд-во МНИИ МГ, 1982. — 21 с.
- Хирургическое лечение осложненных форм диабетических ретинопатий. Сост. С. Н. Федоров и др. — М.: Изд-во МНИИ МГ, 1984. — 11 с.
- Антиглаукоматозные операции — склерангулореконструкция и глубокая склерэктомия. Сост. С. Н. Федоров и др. — М.: Изд-во МНИИ МГ, 1984. — 17 с.
- Хирургическое лечение травматических гемофтальмов. Сост. С. Н. Федоров и др. — М.: Изд-во МНИИ МГ, 1985. — 12 с.
- Удаление катаракт через плоскую часть цилиарного тела. Сост. С. Н. Федоров и др. — М.: Изд-во МНИИ МГ, 1985. — 16 с.
- Постэкстракционная кистозная макулодистрофия — синдром Ирвин-Гасса (клинико-ангиографическая диагностика и лечение аргоновым лазером). Сост. С. Н. Федоров, О. П. Панкова, А. Д. Семенов и др. — М.: «Наука», 1986. — 18 с.
- Тоннельный метод укрепления заднего полюса глаза при быстро прогрессирующей миопии у детей и подростков. Сост. С. Н. Федоров и Т. П. Малышева. — М.: Изд-во МНИИ МГ, 1986. — 13 с.
- Удаление катаракты через плоскую часть цилиарного тела. Сост. С. Н. Федоров и др. — М.: Изд-во МНТК «МГ», 1988. — 20 с.
- Хирургическая коррекция сложного миопического и смешанного астигматизма у детей методом передней дозированной кератотомии. Сост. С. Н. Федоров и др. — М.: Изд-во МНТК «МГ», 1988. — 12 с.
- Хирургическая коррекция миопической анизометропии методом передней дозированной кератотомии. Сост. С. Н. Федоров и др. — М.: Изд-во МНТК «МГ», 1988.
- Хирургическое лечение отслоек сетчатки, осложненных витреоретинальной тракцией. Сост. С. Н. Федоров и др. — М.: Изд-во МНТК «МГ», 1988. — 26 с.
- Флюоресцентная ангиография переднего сегмента глаза в офтальмохирургии. Сост. С. Н. Федоров и др. — М.: Изд-во МНТК «МГ», 1988. — 16 с.
- Хирургическое лечение отслойки сетчатки с центрально расположенным разрывом. Сост. С. Н. Федоров и др. — М.: Изд-во МНТК «МГ», 1989. — 11 с.
- Витрэктомия при диабетической ретинопатии. Сост. С. Н. Федоров и др. — М.: Изд-во МНТК «МГ», 1989. — 15 с.
- Хирургическое лечение травматических гемофтальмов. Сост. С. Н. Федоров и др. — М.: Изд-во МНТК «МГ», 1989. — 13 с.
- Хирургическое лечение хронических увеитов. Сост. С. Н. Федоров и др. — М.: Изд-во МНТК «МГ», 1989. — 13 с.
- Хирургическая коррекция гиперметропии методом термокератопластики. Сост. С. Н. Федоров и др. — М.: Изд-во МНТК «МГ», 1990. — 11 с.
- Особенности хирургической техники витрэктомии при различной патологии стекловидного тела и сетчатки. Сост. С. Н. Федоров и др. — М.: Изд-во МНТК «МГ», 1990. — 13 с.
- Хирургическое лечение подвывихнутого и вывихнутого в стекловидное тело хрусталика. Сост. С. Н. Федоров и др. — М.: Изд-во МНТК «МГ», 1990. — 20 с.
- Глубокая склерэктомия с эксплантодренированием при лечении пациентов с вторичной глаукомой. Сост. С. Н. Федоров и др. — М.: Изд-во МНТК «МГ», 1990. — 12 с.
- Специфическая оценка аутоиммунных процессов при патологии глаза и реакции на имплантат. Сост. С. Н. Федоров и др. — М.: Изд-во МНТК «МГ», 1990. — 23 с.
- Раннее хирургическое лечение открытоугольной глаукомы. Сост. С. Н. Федоров и др. — М.: Изд-во МНТК «МГ», 1990. — 11 с.
- Хирургическое лечение макулярных отеков после экстракции катаракты. Сост. С. Н. Федоров и др. — М.: Изд-во МНТК «МГ», 1990. — 8 с.
- Возрастные особенности хирургической коррекции близорукости методом передней дозированной кератотомии. Сост. С. Н. Федоров и др. — М.: Изд-во МНТК «МГ», 1991. — 10 с.
- Профилактика прогрессирования близорукости методом склеропластики. Сост. С. Н. Федоров и др. — М.: Изд-во МНТК «МГ», 1991. — 12 с.